# Kepler-10b
Kepler 10b es un exoplaneta descubierto por la Misión Kepler de la NASA, es el exoplaneta más pequeño conocido hasta ahora descubierto por el método de "tránsito". Juntos con el COROT-7b, descubierto en 2009, es uno de los primeros planetas rocosos hallados.
El descubrimiento del exoplaneta se basa en ocho meses de datos recogidos a partir de mayo del 2009 hasta principios de enero del 2010. Usando los datos de Kepler, el Observatorio W.M. Keck confirmó la existencia de Kepler-10b con mediciones de velocidad radial obtenida con el instrumento HIRES. Kepler-10b tiene una masa de 3,72 ± 0,42 masas terrestres y un radio de 1,47 radios terrestres. Sin embargo, se encuentra extremadamente cerca de su estrella, Kepler-10, y como resultado hace demasiado calor para soportar la vida tal como la conocemos.

## Estrella

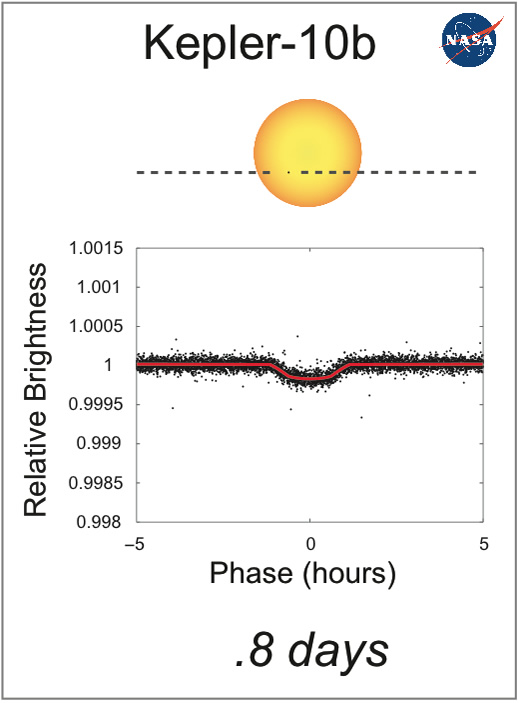
La curva de luz de Kepler-10b, la que demuestra el efecto de atenuación, a medida que transita su estrella.

La estrella del exoplaneta Kepler-10 fue la primera en ser identificada como capaz de albergar un pequeño planeta en tránsito, colocando a la estrella en la parte superior de la lista de observaciones basadas en la tierra con el telescopio de 10 metros Keck en Hawái. Kepler-10 está situado 560 años luz de nuestro sistema solar en la constelación de Draco  y es aproximadamente del mismo tamaño que nuestro sol. La edad de la estrella se estima en 11.900 millones de años.
Kepler-10, anteriormente conocido como KOI-72, es una estrella similar al Sol en la constelación de Draco que se encuentra a 187 parsecs (608 años luz) de la Tierra. Kepler-10 fue un objetivo de la nave espacial Kepler de la NASA, ya que fue vista como la primera estrella identificada por la misión Kepler que podría ser un posible anfitrión de un pequeño exoplaneta en tránsito. La estrella es un poco menos masiva, un poco más grande y un poco más fría que el Sol; Con una edad estimada de 10.400 millones de años, Kepler-10 tiene casi 2,6 veces la edad del Sol. Kepler-10 es el anfitrión de un sistema planetario formado por al menos dos planetas. Kepler-10b, el primer planeta indudablemente rocoso, fue descubierto en su órbita después de ocho meses de observación y anunciado el 10 de enero de 2011. El planeta orbita su estrella de cerca, completando una órbita cada 0.8 días, y tiene una densidad similar a la del hierro. El segundo planeta, Kepler-10c, fue confirmado el 23 de mayo de 2011, basado en observaciones de seguimiento realizadas por el Telescopio Espacial Spitzer. Los datos muestran que tiene un período orbital de 42,3 días y tiene un radio más del doble que el de la Tierra, pero una densidad más alta, lo que lo convierte en el planeta rocoso más grande y masivo descubierto a partir de junio de 2014.

## Planeta

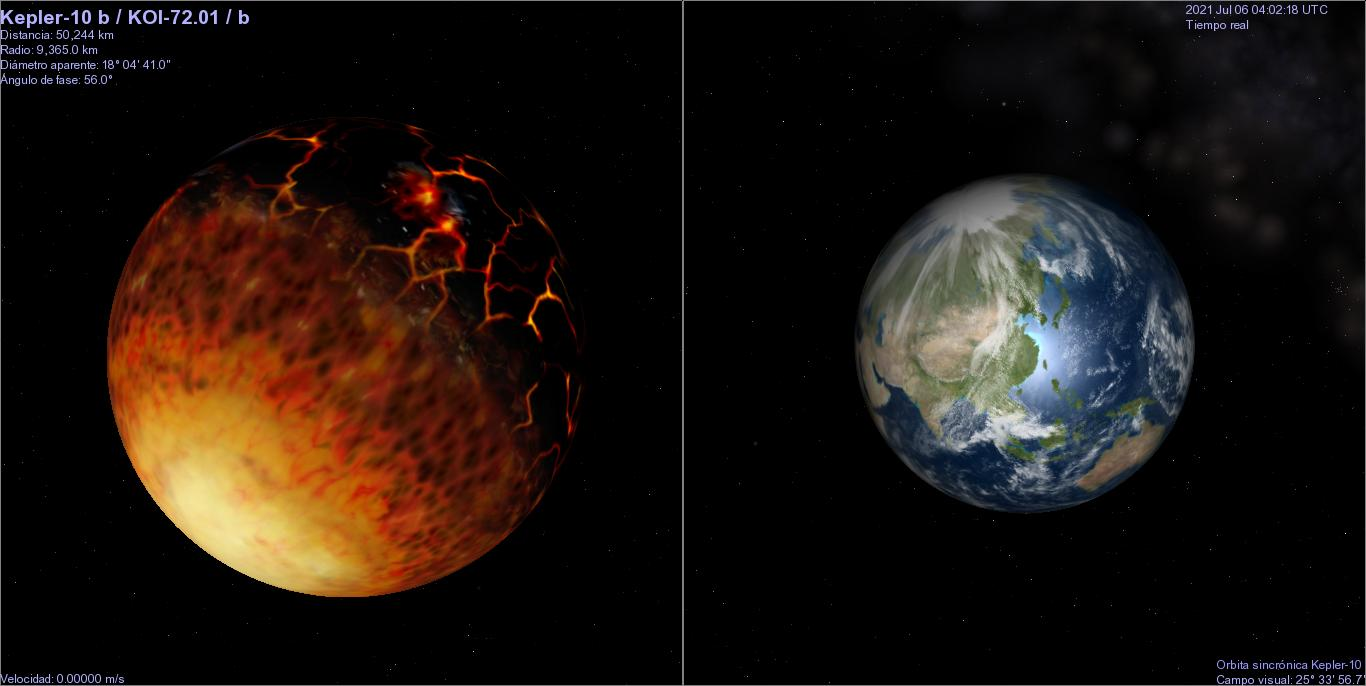
Imagen comparativa entre Kepler-10b y la Tierra

Kepler-10b tiene 1,4 veces el tamaño de la Tierra. Orbita a su estrella, Kepler-10, en menos de un día, y a menos de una vigésima parte de la distancia de Mercurio al sol. Su temperatura superficial es de unos 1600 Kelvin, que es lo suficientemente caliente como para derretir el oro. A esa distancia de su estrella, la probabilidad de que se encuentre anclado por marea es extremadamente alta, lo que en tales condiciones conllevaría la presencia de un océano de magma que cubriese la práctica totalidad del hemisferio diurno del planeta.

## Significancia
El descubrimiento de Kepler-10b fue una consecuencia directa del perfeccionamiento de los métodos de investigación exoplanetaria. Su hallazgo supuso un aumento significativo de la probabilidad de detección de planetas cada vez menos masivos, compuestos principalmente de hierro y roca a imagen de la Tierra. En los años siguientes, la misión Kepler permitió la confirmación de cuerpos de masa terrestre orbitando la zona de habitabilidad de sus estrellas, como Kepler-438b.

## Véase también

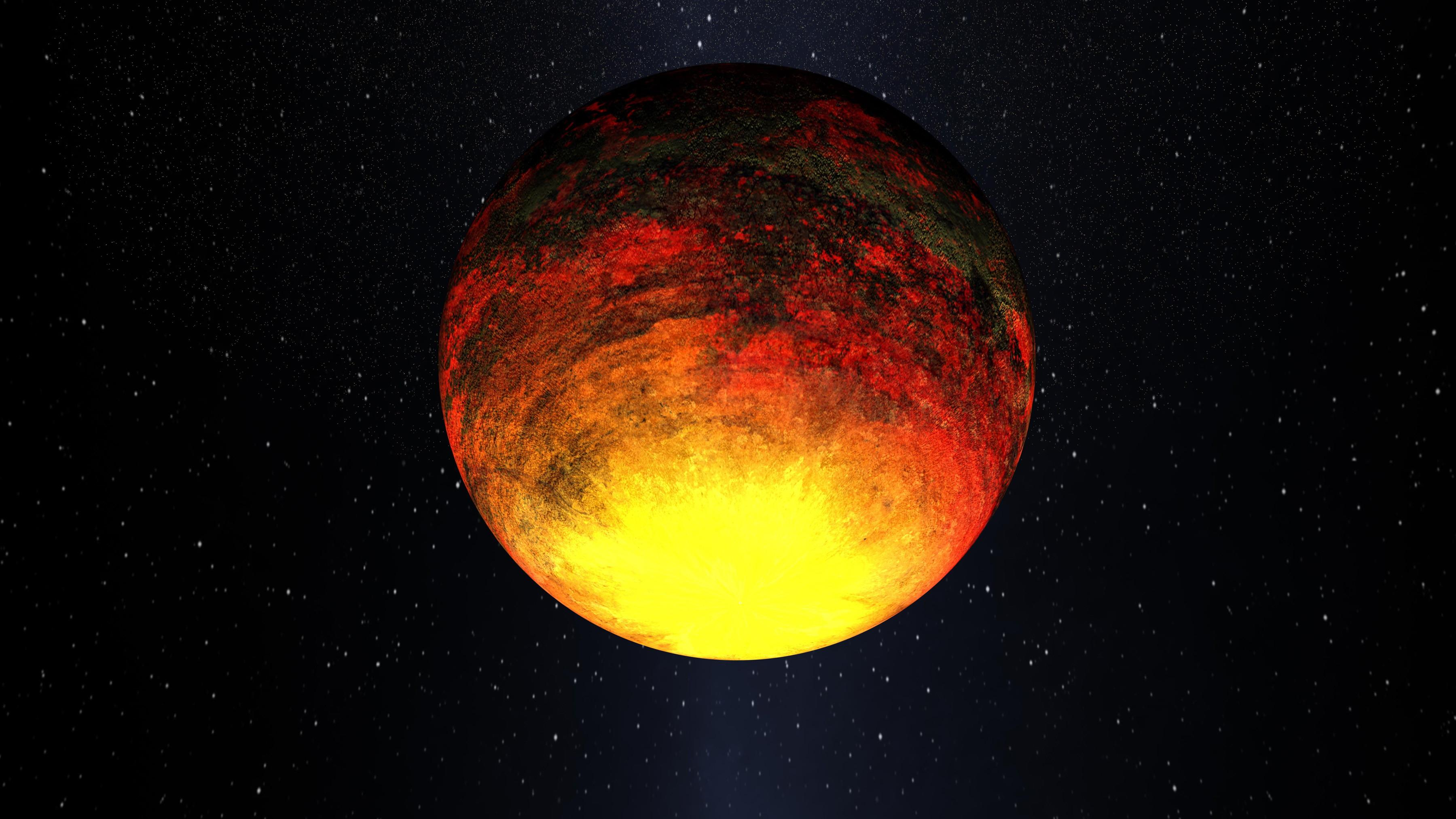
Kepler 10b según concepto de un artista.